# تيم باكلي
تيم باكلي (بالإنجليزية: Tim Buckley)‏ هو عازف قيثارة ومغني وعازف جاز ومنتج أسطوانات ومغن مؤلف أمريكي، ولد في 14 فبراير 1947 في واشنطن العاصمة في الولايات المتحدة، وتوفي في 29 يونيو 1975 في سانتا مونيكا في الولايات المتحدة بسبب جرعة زائدة، لديه اثنان من الأبناء تايلور وجيف

## وصلات خارجية
- الموقع الرسمي
- تيم باكلي على موقع IMDb (الإنجليزية)
- تيم باكلي على موقع الموسوعة البريطانية (الإنجليزية)
- تيم باكلي على موقع ميوزك برينز (الإنجليزية)
- تيم باكلي على موقع رولينغ ستون (الإنجليزية)
- تيم باكلي على موقع إن إن دي بي (الإنجليزية)
- تيم باكلي على موقع أول ميوزيك (الإنجليزية)
- تيم باكلي على موقع ديسكوغز (الإنجليزية)